# Wilhelm Voigt (Pastor)

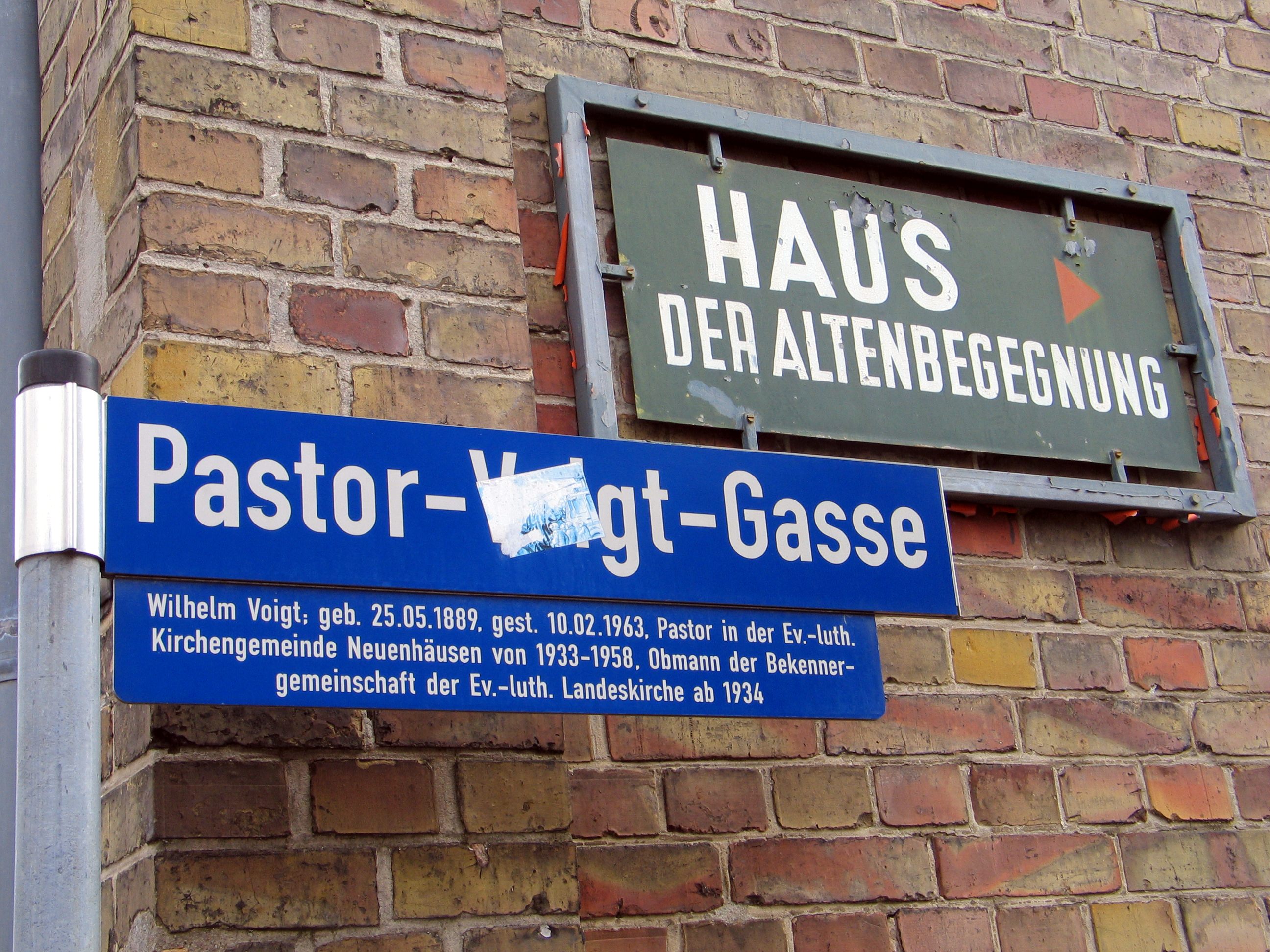
Straßenschild, Celle

 Wilhelm Voigt (* 1889 in Hannover; † 1963 in Celle) war ein deutscher evangelisch-lutherischer Geistlicher.

## Leben
Der in Holdenstedt/Uelzen aufgewachsene Voigt war von 1933 bis 1961 Pastor in Celle-Neuenhäusen. 
Seine ersten Pfarrstellen während des Ersten Weltkriegs waren in Osterwald bei Coppenbrügge und bis 1923 in Eitzendorf/Hoya. Von hier berief ihn Fritz von Bodelschwingh zum Leiter des Diakonissenmutterhauses in die Bodelschwingh’schen Anstalten in Bethel bei Bielefeld.
Von Beginn des Hitlerregimes 1933 an bis zu dessen Ende versah Voigt von seiner Pfarre aus das Amt eines Obmanns der Bekenntnisgemeinschaft der Ev.-luth. Landeskirche Hannover. Nicht erst die von ihm vorgenommenen „Celler Judentaufen“ brachte die Presse des Nationalsozialismus gegen ihn auf und setzte ihn unter Dauerkontrolle der Gestapo, auch seine Kontakte zu hohen Theologen und Offizieren, die den Widerstand unterstützten. 
Nach 1945 baute Voigt die Paritätische Wohlfahrtsgemeinschaft mit auf, gründete das Jugendheim „Die Insel“ und zusammen mit Pastor Reske u. a. das Lobetal-Werk (Diakonisches Werk). Mit dem späteren Flüchtlingspastor und SPD-Politiker Heinrich Albertz sowie seinem früheren Bibelschüler am Ratsgymnasium Hannover und späteren Landesbischof Hanns Lilje u. v. a. verbanden ihn lebenslange Freundschaften.
Voigt heiratete Dorothea „Thea“ Zietz, Hauptpastorentochter aus Lübeck. Das Paar hatte sieben Kinder. Zwei Töchter heirateten wieder Geistliche, eine Tochter wurde Diakonisse, zwei Söhne gingen in den Schuhen des Vaters und weiterer Vorfahren in geistliche Ämter. Ein Sohn fiel als Seeoffizier, einer (der 1921 geborene Hans-Heinrich Voigt) wurde Astronom und Hochschullehrer in Göttingen.
Die Stadt Celle benannte die Gasse am früheren alten Pfarrhaus nach ihm.
Die Gestalt Wilhelm Voigts und seiner großen Familie wurde die Vorlage für die seit 2015 erschienene mehrbändige Romantrilogie „Das Pfarrhaus“ von Hans-Helmut Decker-Voigt. 2016 folgten die Bände „Vom Haken mit dem Kreuz“ und „Vom Kreuz mit den Haken“, die das Pfarrhaus in Celle als Beispiel für die kirchliche Widerstandsarbeit im Hitler-Deutschland nahm und die das Deutsche Pfarrerblatt 2017 als das große literarische Ereignis im Zusammenhang mit der Reformation bezeichnete.